# Ferme des Broguets
La ferme des Broguets, ferme du Grand Broguet ou ferme de Beauregard est une ferme située à Saint-Sulpice, en France.

## Localisation
La ferme est située dans le département français de l'Ain, sur la commune de Saint-Sulpice.

## Historique
L'édifice est classé au titre des monuments historiques en 1931.